# Robbe Ghys
Robbe Ghys (Hasselt, 11 de janeiro de 1997) é um desportista belga que compete no ciclismo na modalidade de pista.
Ganhou uma medalha de bronze no Campeonato Mundial de Ciclismo em Pista de 2019 e uma medalha de ouro no Campeonato Europeu de Ciclismo em Pista de 2018, ambas na carreira de madison.

## Medalheiro internacional
| Campeonato Mundial | Campeonato Mundial     | Campeonato Mundial | Campeonato Mundial |
| Ano                | Lugar                  | Medalha            | Competição         |
| ------------------ | ---------------------- | ------------------ | ------------------ |
| 2019               | Pruszków ( Polónia)    | Medalha de bronze  | Madison            |
| Campeonato Europeu |                        |                    |                    |
| Ano                | Lugar                  | Medalha            | Competição         |
| 2018               | Glasgow ( Reino Unido) | Medalha de ouro    | Madison            |

## Palmarés

### Estrada
- 2018
  - 1 etapa do Rás Tailteann[2]